# Suctobelbella cornuta
Suctobelbella cornuta är en kvalsterart som först beskrevs av Hammer 1962.  Suctobelbella cornuta ingår i släktet Suctobelbella och familjen Suctobelbidae. Inga underarter finns listade i Catalogue of Life.